# Bărăști
Bărăști è un comune della Romania di 1 808 abitanti, ubicato nel distretto di Olt, nella regione storica della Muntenia. 
Il comune è formato dall'unione di 8 villaggi: Bărăștii de Cepturi, Bărăștii de Vede, Boroești, Ciocănești, Lăzărești, Mereni, Moțoești, Popești.